# Nothobranchius kiyawensis
 Nothobranchius kiyawensis és una espècie de peix de la família dels aploquèilids i de l'ordre dels ciprinodontiformes.

## Morfologia
Els mascles poden assolir els 4,5 cm de longitud total.

## Distribució geogràfica
Es troba a Àfrica: Gàmbia, Mali, Níger, Nigèria, Burkina Faso, el Txad, Camerun i Ghana.